# Ptenomela poncheli
Ptenomela poncheli är en skalbaggsart som beskrevs av Soula 2002. Ptenomela poncheli ingår i släktet Ptenomela och familjen Rutelidae. Inga underarter finns listade i Catalogue of Life.